# Let Her Burn
A Let Her Burn Rebecca Black amerikai énekes és dalszerző debütáló stúdióalbuma, amit 2023. február 9-én adott ki függetlenül. Ugyan több, mint egy évtizeddel korábban lett ismert, a Friday kislemez videóklipjének köszönhetően és több középlemezt is kiadott azóta, a Let Her Burn volt az első albumhosszúságú projektje. Sok szakértő az év egyik leginkább várt albumának nevezte, míg kislemezeit, a Crumbs-ot, a Look at You-ot és a Sick to My Stomach-et mind méltatták.
Az albumot méltatták a zenekritikusok, egyesek szerint feszegette a pop határait.

## Háttér
Black tizenhárom évesen lett ismert, mikor kiadta 2011-es Friday című kislemezének videóklipjét. A 2015-ös VidConon Black bejelentette, hogy elkezdett dolgozni egy albumon, amit még abban az évben tervezett kiadni. Ennek ellenére a lemez nem született meg és dalt se jelentetett meg 2015-ben. Helyette 2017 szeptemberében kiadta első középlemezét, a RE / BL-t, majd 2021 júniusában a Rebecca Black Was Here-t.
2022. november 10-én Black végre bejelentette első albumának megjelenését, 2023 elejét jelölve meg, mint kiadási dátum. A Clash szerint az album „olyan kislemezekre épül, amik nagyon sikeresek lettek az interneten” és, hogy „Rebecca Black zseniális dalszövegírást kever még jobb zeneszerzéssel.”

## Kritika
Az albumot méltatták a zenekritikusok, az NME 4/5-ös értékelést adott neki, a magazin szakértője szerint feszegette a pop határait. A DIY egyetértett az értékelésben, egy „meggyőző popkoktél”-nak nevezve a lemezt, ami „követi Rebecca identitásának felfedezését.”

## Számlista
| Let Her Burn | Let Her Burn                | Let Her Burn                                                  | Let Her Burn               | Let Her Burn | Let Her Burn | Let Her Burn | Let Her Burn | Let Her Burn | Let Her Burn |
|              | Cím                         | Szerző(k)                                                     | Producer(ek)               | Hossz        |              |              |              |              |              |
| ------------ | --------------------------- | ------------------------------------------------------------- | -------------------------- | ------------ | ------------ | ------------ | ------------ | ------------ | ------------ |
| 1.           | Erase You                   | Rebecca Black David Charles Fischer Micah Jasper              | Jasper Stint               | 3:17         |              |              |              |              |              |
| 2.           | Destroy Me                  | Black Ajay Bhattacharyya Fischer                              | Stint                      | 3:02         |              |              |              |              |              |
| 3.           | Misery Loves Company        | Black Fischer Jasper                                          | Jasper                     | 2:49         |              |              |              |              |              |
| 4.           | Crumbs                      | Black Matias Mora Jesse Saint John                            | Mora                       | 3:13         |              |              |              |              |              |
| 5.           | Doe Eyed                    | Black Oscar Scheller                                          | Jasper Scheller            | 2:35         |              |              |              |              |              |
| 6.           | Sick to My Stomach          | Black Fischer Jasper Ceci Gomez                               | Ceci G Jasper              | 4:14         |              |              |              |              |              |
| 7.           | What Am I Gonna Do with You | Black Gomez Kevin Hissink                                     | Ceci G Hissink             | 2:38         |              |              |              |              |              |
| 8.           | Cry Hard Enough             | Black Fischer Jasper Laurence Lafond-Beaulne Camille Poliquin | Jasper                     | 2:49         |              |              |              |              |              |
| 9.           | Look at You                 | Black Amy Allen Gian Stone                                    | Jasper Stone Lionel Crasta | 2:44         |              |              |              |              |              |
| 10.          | Performer                   | Black Jasper Lauren Aquilina                                  | Jasper                     | 3:14         |              |              |              |              |              |
| 30:35        |                             |                                                               |                            |              |              |              |              |              |              |